# Награда Златна српска књижевност

Награда Златна српска књижевност додељује се од 2002. за изузетан допринос проучавању српске књижевности. 
Награда је установљена у знак сећања на Александра Арнаутовића (1888–1982), а основале су је његове ћерке. Награда се додељује из Фонда Александра Арнаутовића за науку о српској књижевности, основаног 2002. године при Катедри за српску књижевност Филолошког факултета Универзитета у Београду, за награђивање истакнутих историчара, критичара и теоретичара српске књижевности. Жири сачињавају професори са Катедре за српску књижевност Филолошког факултета у Београду. 
Награда је 14. пут додељена 2016. године.

## Добитници
- 2004. Љиљана Јухас Георгијев
- 2005. Горан Максимовић и Миливој Ненин
- 2008. Мирјана Детелић, за књигу Епски градови. Лексикон.
- 2009. Радивоје Микић
- 2010. Душан Иванић и Злата Бојовић
- 2011. Љиљана Пешикан Љуштановић и Јован Делић[2]
- 2015. Ирена Шпадијер[3]
- 2016. Миодраг Матицки и Михајло Пантић